# Режис, Давид
Дави́д Режи́с (англ. и фр. David Regis; род. 2 декабря 1968, Ла-Трините) — французский и американский футболист, защитник. Известен по выступлениям за «Валансьен», «Мец» и сборной США. Участник Чемпионатов мира 1998 и 2002 годов.

## Клубная карьера
Режис родился в Мартинике и начал свою профессиональную карьеру во французском «Валансьене» в 1988 году. В своем первом сезоне он лишь в девяти матчах появился на поле, но начиная со второго Давид стал основным защитником команды и её лидером. За пять сезона он провел за клуб 100 матчей и летом 1993 года перешёл в «Страсбур». В сезоне 1994/1995 Режис помог команде дойти до финала Кубка Франции. В 1996 году он перешёл в «Ланс», но уже по окончании сезона уехал в немецкий «Карлсруэ». Через год Давид вернулся во Францию и подписал соглашение с «Мецом». Новому клубу он дважды помог дойти финала национального кубка, но выиграть трофей так и не удалось.
В 2002 году Режис перешёл в «Труа», но после невыразительного сезона покинул клуб и решил завершить карьеру. В 2005 году Давид возобновил выступления отыграв три сезона за бельгийский полупрофессиональный клуб «Блейд».

## Международная карьера
У Режиса была возможность выступать за сборную Франции, но никакого интереса к защитнику тренера не проявляли. Супруга Давида была гражданкой США, поэтому он принял решение выступать за эту сборную. 20 мая 1998 года Режис был натурализован. Он был включен в заявку сборной США на поездку на чемпионат мира во Францию. На турнире Давид принял участие во всех трех матчах против сборных Ирана, Германии и Югославии.
В 2002 году Режис во второй раз принял участие в чемпионате мира в Японии и Южной Корее. На этот раз он был запасным и не сыграл на турнире ни минуты. После мирового первенства Давид завершил карьеру в сборной.